# 베를린의 여인
《베를린의 여인》(Anonyma - Eine Frau In Berlin, A Woman In Berlin)은 폴란드에서 제작된 막스 파르베르복 감독의 2008년 드라마, 전쟁 영화이다. 니나 호스 등이 주연으로 출연하였고 건터 로흐바취 등이 제작에 참여하였다.

## 출연

### 주연
- 니나 호스
- 예브게니 시디킨

### 조연
- 임 허만
- 루디거 보글러
- 울리케 크룸비겔
- 롤프 카니에스
- 조디스 트라이벨
- 율리안느 콜러
- 안느 카니스
- 오거스트 딜
- 로잘리 토머스
- 산드라 휠러
- 어니 맨골드
- 세바스찬 우르젠도스키
- 헤르만 베예르
- 에바 로보
- 카타리나 블라슈케
- 마크심 코노발로브
- 토마즈 레즈진스키
- 올기에르드 루카스제빅즈
- 로무알드 마카렌코
- 알렉세이 폴루얀
- 이보 르네 샤프

## 기타
- 라인프로듀서: 벤하드 쑤르
- 음향: 만프레드 바나흐
- 음향: 마틴 스테이어
- 음향: 크리스티안 콘라드
- 미술: 울리 하니쉬
- 미술: 안드레이 핼린스키
- 의상: 루시아 포스트
- 배역: 시모네 베어